# Министерство здравоохранения и социального развития Российской Федерации
Министерство здравоохранения и социального развития Российской Федерации (Минздравсоцразвития России) — федеральное министерство, осуществлявшее функции по выработке государственной политики и нормативно-правовому регулированию в сфере здравоохранения, социального развития, труда, физической культуры, спорта, туризма и защиты прав потребителей.

## История
В 1991 г., после распада СССР, большая часть государственных учреждений здравоохранения были переданы на содержание и развитие в муниципалитеты регионов и городов. Союзное министерство было ликвидировано, республиканское — преобразовано в Министерство здравоохранения Российской Федерации (Минздрав России) (действовало до объединения с Министерством труда и социального развития Указом Президента РФ № 314 от 9 марта 2004 г.).
21 мая 2012 года Министерство здравоохранения и социального развития Российской Федерации разделено на Министерство здравоохранения Российской Федерации и Министерство труда и социальной защиты Российской Федерации.

## Компетенция Минздравсоцразвития России
Минздравсоцразвития России имел право осуществлять правовое регулирование в следующих областях:
- здравоохранение, включая организацию медицинской профилактики и медицинской помощи,
- фармацевтическая деятельность;
- качество, эффективность и безопасность лекарственных средств;
- курортное дело;
- санитарно-эпидемиологическое благополучие;
- уровень жизни и доходов населения;
- оплата труда;
- пенсионное обеспечение;
- социальное страхование;
- условия и охрана труда;
- социальное партнёрство и трудовые отношения;
- занятость населения и безработица;
- трудовая миграция;
- альтернативная гражданская служба;
- социальная защита;
- демографическая политика;
- защита прав потребителей.

## Подведомственные органы исполнительной власти
- Федеральная служба по надзору в сфере защиты прав потребителей и благополучия человека (Роспотребнадзор)
- Федеральная служба по надзору в сфере здравоохранения и социального развития (Росздравнадзор)
- Федеральная служба по труду и занятости (Роструд)
- Федеральное медико-биологическое агентство (ФМБА России)

## Подведомственные государственные фонды
- Пенсионный фонд Российской Федерации
- Фонд социального страхования Российской Федерации
- Федеральный фонд обязательного медицинского страхования

## Подведомственные организации

### Учреждения науки[1]
- Государственный научный центр социальной и судебной психиатрии им. В. П. Сербского
- Санкт-Петербургский научно-исследовательский психоневрологический институт им. В. М. Бехтерева
- Государственный научно-исследовательский институт стандартизации и контроля медицинских биологических препаратов им. Л. А. Тарасевича
- Российский научный центр восстановительной медицины и курортологии

## Руководство

### Министр здравоохранения и социального развития Российской Федерации
- Зурабов, Михаил Юрьевич (9 марта 2004 — 12 сентября 2007; и. о. до 24 сентября 2007)
- Голикова, Татьяна Алексеевна (24 сентября 2007 — 7 мая 2012; и. о. до 21 мая 2012 года)

### Заместители министра здравоохранения и социального развития Российской Федерации
- Белов, Владимир Сергеевич (27 октября 2007 — 21 мая 2012)
- Воронин, Юрий Викторович (18 декабря 2007 — 21 мая 2012) — статс-секретарь с 12 апреля 2008 г.
- Глебова, Любовь Николаевна (19 ноября 2005 — 28 марта 2008) — статс-секретарь
- Левицкая, Александра Юрьевна (26 апреля 2004 — 26 июня 2008)
- Сафонов, Александр Львович (18 декабря 2007 — 21 мая 2012)
- Скворцова, Вероника Игоревна (15 июля 2008 — 21 мая 2012)
- Стародубов, Владимир Иванович (14 апреля 2004 — 25 марта 2008)
- Хальфин, Руслан Альбертович (8 декабря 2005 — 21 мая 2012)
- Топилин, Максим Анатольевич (с 31 июля 2008 — 21 мая 2012)

## Печатные органы
- Служба крови — официальный печатный орган министерства.

## Министерство в культуре
- В рамках политики предупреждения опасности табакокурения на сигаретных пачках и рекламе сигарет Министерство Здравоохранения требует наличия надписи «МИНЗДРАВ ПРЕДУПРЕЖДАЕТ: КУРЕНИЕ ОПАСНО ДЛЯ ВАШЕГО ЗДОРОВЬЯ!» чёрными буквами на белом фоне. Фраза нашла отражение в одной из песен мультфильма «Остров сокровищ» в видоизменённом виде — «МинЗдрав предупреждает: Курение — это яд!». Изменение названия Министерства отразилось в соответствующем изменении фразы («МИНЗДРАВСОЦРАЗВИТИЯ …»).